# That's the Way Love Is (Bobby Brown)
That's the Way Love Is è un brano del cantante statunitense Bobby Brown; estratto come quarto singolo dal suo terzo album in studio, Bobby, nella primavera del 1993.

## Descrizione
Si tratta dell'ultimo singolo di Bobby Brown ad entrare nella Top 60, arrivando alla posizione numero 57; ma ottiene un discreto successo in Europa, arrivando alla posizione numero 11 della classifica dance continentale.

## Tracce
1) That's the Way Love Is (12-inch extended club version) – 6:47
2) That's the Way Love Is (Ragamuffin Dub) – 7:18
3) That's the Way Love Is (Guitarappella) – 6:29